# Batman: Caped Crusader
Batman: Caped Crusader (bra/prt: Batman: Cruzado Encapuzado) é uma série de televisão animada estadunidense de 2024 baseada no super-herói fictício Batman, criado por Bill Finger e Bob Kane. A série marca o retorno do animador Bruce Timm às produções do Universo DC e foi produzida através de uma parceria entre as companhias Bad Robot Productions, 6th & Idaho Motion Picture Company, Warner Bros. Animation e DC Studios. Caped Crusader estreou em 1 de agosto de 2024 no serviço online de streaming Amazon Prime Video e apresenta uma reconstituição da narrativa de Batman em estilo noir, focando em um Bruce Wayne mais jovem e no início de sua jornada secreta como o vigilante e protetor de Gotham City.
Além de Hamish Linklater como o personagem-título, Caped Crusader conta com as vozes originais de Jason Watkins, Krystal Joy Brown e John DiMaggio como Alfred Pennyworth, Barbara Gordon e Harvey Bullock, respectivamente. A trama da série explora temáticas comuns ao universo de Batman, como corrupção, criminalidade e redenção. O projeto foi anunciado primeiramente em maio de 2021 e, desde então, têm se destacado de outros projetos prévios por conta do estilo serial episódico, no qual cada episódio assume uma trama distinta.

## Premissa
Na sombria cidade de Gotham City, o jovem magnata Bruce Wayne inicia sua jornada de combate ao crime organizado. Como o misterioso e temido Batman, ele luta contra o sistema corrupto e falido da cidade, incluindo uma polícia ineficaz e corrompida e uma população entregue ao poder das gangues. Batman conta com a ajuda de Barbara Gordon, filha do prudente Comissário James Gordon, e de seu fiel mordomo, Alfred Pennyworth. Sua cruzada contra o crime encontro perigosos inimigos como o repulsivo Cara-de-Barro e a ambígua Mulher-Gato.

## Elenco

### Elenco principal
- Hamish Linklater como Bruce Wayne / Batman, um magnata atormentado por traumas do passado que ronda a vida noturna de Gotham City como um vigilante mascarado.[5]
- Jason Watkins como Alfred Pennyworth, mordomo e tutor de Bruce Wayne desde o trágico assassinato de seus pais.[6]
- Eric Morgan Stuart como James "Jim" Gordon, o comissário do Departamento de Polícia de Gotham City e um aliado secreto de Batman na luta contra o crime organizado.[6]
- Krystal Joy Brown como Barbara Gordon, uma respeitada defensora pública e a filha de Jim Gordon, com quem tem frequentes conflitos de ideias.[6][3][4]
- John DiMaggio como Harvey Bullock, um corrupto detetive do Departamento de Polícia de Gotham City que desconfia das intenções de Batman e ocasionalmente intercepta as atividades da polícia como um agente duplo do crime.[7]
- Gary Anthony Williams como Arnold Flass, um corrupto detetive do Departamento de Polícia de Gotham City e parceiro de Bullock.
- Michelle C. Bonilla como Renee Montoya, uma competente e pragmática detetive do Departamento de Polícia de Gotham City.[6]

### Elenco secundário
- Jamie Chung como Dr. Harleen Quinzel / Arlequina[5]
- Diedrich Bader como Harvey Dent / Duas-Caras[5]
- Bumper Robinson como Lucius Fox[6][3][4]
- Tom Kenny como Joe Rigger / Mariposa e Eel O'Brien[8]
- Cedric Yarbrough como Rupert Thorne, Waylon Jones e Linton Midnite
- Roger Craig Smith como Jim Corrigan e Floyd Lawton
- Grey DeLisle como Julie Madison e Lois Lane
- William Salyers como Prefeito Jessop
- Yuri Lowenthal como Detetive Eric Cohen
- Corey Burton como Jack Ryder
- Vincent Piazza como Tony Zito
- Jason Marsden como Gorman
- James Arnold Taylor como Marcus Driver
- Kimberly Brooks como Romy Chandler

### Convidados
- Christina Ricci como Selina Kyle / Mulher-Gato[5][3][4]
- Reid Scott como Onomatopoeia[9]
- Dan Donohue como Basil Karlo / Cara-de-Barro[9]
- Mckenna Grace como Natalia Night / Nocturna[8]
- Toby Stephens como Jim Craddock / Cavalheiro Fantasma[8]
- Minnie Driver como Oswalda Cobblepot / Pinguim[7][3][4]
- David Krumholtz como Fletcher Demming[5]
- Haley Joel Osment como Anton Night[5]
- Paul Scheer como Aaron e Ronald Cobblepot
- Jackie Hoffman como Greta
- David Kaye como William Hastings
- Jim Pirri como Emerson Collins
- Peter Jessop como Muller
- Kimberly Brooks como Romy Chandler
- Jeff Bennett como Jack Ellman
- Lacey Chabert como Yvonne Frances
- Donna Lynne Champlin como Leslie Thompkins
- Juliet Donenfield como Carrie Kelley
- Amari McCoy como Stephie
- Carter Rockwood como Dickie
- Henry Witchter como Jace
- SungWon Cho como Matt Milligan
- Josh Keaton como Matthew Thorne
- Kari Wahlgren como Maggie Cain

Joe Chill e Coringa, personagens icônicos do arco narrativo de Batman, fazem aparições especiais nos episódios "Kiss of the Catwoman" ("Beijo da Mulher-Gato") e "Savage Night" ("Noite dos Caçadores"), respectivamente, sendo que este último é dublado por uma ator não-creditado.

## Episódios
| N.º | Título                                                 | Dirigido por         | Escrito por            | Lançamento          |
| --- | ------------------------------------------------------ | -------------------- | ---------------------- | ------------------- |
| 1 | "In Treacherous Waters" "Em Águas Traiçoeiras"         | Christina Sotta      | Jase Ricci Bruce Timm  | 31 de julho de 2024 |
| Oswalda Cobblepot, proprietária e cantora no Iceberg Lounge, está ascendendo na cena criminosa de Gotham City como a mafiosa "Pinguim" enquanto tenta aniquilar seu rival, Rupert Thorne, destruindo os depósitos de sua gangue. Contudo, Thorne sobrevive com ajuda de um criminoso infiltrado na gangue de Pinguim. Oswalda ordena a morte de seu filho Aaron, acreditando ter sido delatada por ele. Enquanto isso, seu filho mais velho, Ronald, procura ajuda do Departamento de Polícia de Gotham City (GCPD) e do Comissário Jim Gordon. Com a ajuda de Barbara Gordon, filha de Jim Gordon, e um vigilante misterioso conhecido apenas como Batman, Ronald consegue chegar até o quartel-central da polícia. Batman consegue capturar Oswalda, mas deixa uma lacuna no submundo do crime de Gotham.                                                                                             |                                                        |                      |                        |                     |
| 2 | "...And Be a Villain" "Vilão Velado"                   | Matt Peters          | Greg Rucka             | 1 de agosto de 2024 |
| A detetive Renee Montoya é encarregada de encontrar a atriz desaparecida Yvonne Frances. Após interrogar sem sucesso o bilionário Bruce Wayne, Montoya investiga o estúdio de cinema, onde descobre que o parceiro de gravações de Frances, Basil Karlo, pode estar ocultando pistas sobre o seu paradeiro. Mas, Karlo é assassinado antes de fornecer mais provas. Após mais investigações, Montoya descobre que Karlo recebia papéis repetitivos e era desprezado por Frances em função de sua face deformada. Montoya também descobre que o ator vinha aplicando uma cera experimental para esconder as marcas de seu rosto. Montoya e Batman seguem as pistas até Karlo, que forjou sua própria morte e sequestrou Frances. A dupla confronta Karlo e resgata Frances, mas Batman desaparece antes que Montoya possa confrontá-lo.                                                                  |                                                        |                      |                        |                     |
| 3 | "Kiss of the Catwoman" "O Beijo da Mulher-Gato"        | Christopher Berkeley | Ed Brubaker Bruce Timm | 1 de agosto de 2024 |
| Em uma exposição de arte fina, o bilionário Bruce Wayne conhece uma herdeira chamada Selina Kyle, que expressa interesse nas joias de sua falecida mãe, Martha Wayne. Em seguida, Bruce inicia seu tratamento teraupêutico com a excêntrica Drª Harleen Quinzel após atacar um homem que insultou a memória de seus pais. Enquanto isso, Kyle aceita sua falência e passa a agir como a ladra de joias "Mulher-Gato". Batman elabora um plano e consegue capturar a criminosa, mas ela paga fiança e é liberada pelo promotor de justiça Harvey Dent. Deduzindo que Kyle tentará roubar as joias de Martha, Wayne ordena que o museu feche as portas mais cedo. Kyle é capturada novamente e cai em ruína ao descobrir que sua empregada, Greta, vendeu todos os seus pertencentes. |                                                        |                      |                        |                     |
| 4 | "The Night of the Hunters" "Noite dos Caçadores"       | Christina Sotta      | Ed Brubaker            | 1 de agosto de 2024 |
| Sob pressão do Prefeito Jessop, Comissário Gordon cria uma força-tarefa de policiais liderados por Detetive Montoya para capturar Batman. Seguindo o conselho de Drª. Quinzel, os corruptos Harvey Bullock e Arnold Flass soltam o perigoso Mariposa Assassina como isca para atrair Batman. Mariposa ataca o East End, uma área mais carente de Gotham City, incendiando os prédios residenciais da região. Bullock e Flass aniquilam Mariposa para eliminar evidências contra outros policiais corruptos enquanto Batman trabalha com o relutante Gordon no resgate de vítimas das chamas. Batman desaparece outra vez sem deixar vestígios enquanto Bullock e Flass são ilustram as manchetes de jornais como heróis da cidade. |                                                        |                      |                        |                     |
| 5 | "The Stress of Her Regard" "Olhar Penetrante"          | Matt Peters          | Halley Gross           | 1 de agosto de 2024 |
| Ao investigar o desaparecimento misterioso de diversos magnatas de Gotham City, Barbara Gordon passa a desconfiar de sua melhor amiga, a psiquiatra Drª Harley Quinzel. Batman e Barbara descobrem que Quinzel está sequestrando e torturando empresários locais na pretensão de corrigir o que considera como hábitos egoístas. Barbara e Batman seguem pistas e localizam Quinzel no porão da mansão de um de seus mais abastados pacientes, onde também mantém outros sequestrados em estado de alucinação. Quinzel prende Batman em uma de suas celas e ativa a autodestruição do recinto. Barbara chega ao covil e tenta resgatar Batman e ambos conseguem fugir da implosão. Quinzel também sobrevive e entra em contato com Motoya cancelando um encontro romântico que ambas haviam marcado. |                                                        |                      |                        |                     |
| 6 | "Night Ride" "Passeio Noturno"                         | Christopher Berkeley | Marc Bernardin         | 1 de agosto de 2024 |
| A campanha de Harvey Dent à prefeitura sofre baixas nas pesquisas de votos após uma série de assaltos misteriosos dentre a população mais pobre de Gotham City. O poderoso Rupert Thorne contacta Dent e oferece suborno para facilitar sua vitória eleitoral, mas este recusa por receio de ter envolvimento com o mundo criminoso da cidade. Enquanto isto, Batman não consegue confrontar o assaltante supostamente fantasmagórico e descobre se tratar do espírito de James Craddock, antigo proprietário das terras recentemente compradas por Lucius Fox. Com a ajuda do feiticeiro Linton Midnite, Batman e Alfred Pennyworth vão até o cemitério dos Craddock realizar uma magia capaz de neutralizar o fantasma. Apesar da investida de Craddock, Batman consegue concluir o ritual e prende o fantasma em um frasco. Temendo não vencer as eleições, Dent acaba cedendo às ofertas de Thorne. |                                                        |                      |                        |                     |
| 7 | "Moving Target" "Alvo em Movimento"                    | Christina Sotta      | Adamma Ebo Adanne Ebo  | 1 de agosto de 2024 |
| Comissário Gordon teme que alguém colocou uma recompensa por sua cabeça após ataques inesperados do assassino de aluguel Floyd Lawton e de Onomatopoeia. Gordon relutantemente concorda em ser escoltado rumo a um abrigo na região de Wayne Gardens, mas a gangue de Onomatopoeia o segue até o local. Enquanto isto, Batman descobre que a recompensa foi enviada por um prisioneiro chamado Muller de dentro da Penitenciária de Blackgate. Batman segue as pistas até o esconderijo de Gordon e informa que a defensora pública Barbara, sua filha, é o verdadeiro alvo. Jim Corrigan revela estar infiltrado no grupo de policiais e tenta assassinar Barbara para garantir a recompensa, mas é desarmado por Gordon e preso. Muller, que também é cliente de Barbara, acaba revelando que só criou a recompensa por desejar melhores condições na cadeia.                                         |                                                        |                      |                        |                     |
| 8 | "Nocturne" "Noturno"                                   | Matt Peters          | Halley Gross           | 1 de agosto de 2024 |
| Durante um evento circense para arrecadar fundos para a campanha de Harvey Dent, alguns órfãos sob o cuidado de Leslie Thompkins desaparecem num circo. Batman logo descobre que Natalia Night, irmã mais nova do cientista Anton Night, sofre de uma misteriosa doença que a leva a se alimentar da energia de outros humanos. Após discutir e atacar acidentalmente Anton por achar que ele a está controlando, Natalia continua sua onda de ataques até ser localizada por Batman. Após descobrir que matou acidentalmente seu próprio irmão, Natalia se rende e é levada para um abrigo enquanto as demais crianças são levadas para um hospital. Dent encontra Rupert Thorne e aceita sua doação, mas recusa a proposta de suspender investigações sobre aliados de Thorne. Em retaliação, Thorne ordena que joguem ácido na face de Dent como vingança.                                           |                                                        |                      |                        |                     |
| 9 | "The Killer Inside Me" "O Assassino que Existe em Mim" | Christopher Berkeley | Jase Ricci             | 1 de agosto de 2024 |
| Dent sobrevive ao atentado contra sua vida, mas perde as eleições e é deixado com metade de sua face permanentemente corroída pelo ácido. Bruce visita Dent e tenta convencê-lo a sair e se divertir, mas a noite acaba desafiando os limites emocionais de Dent. Alfred confronta Bruce sobre o efeito colateral de sua tentativa de ajuda e ambos se chocam. Jurando vingança contra todos que considera responsáveis por sua derrota eleitoral, Dent inicia uma caçada violenta pelas ruas de Gotham, assassinando diversos capangas de Thorne. Dent se rende e aceita ir para o Asilo Arkham, onde descobre que Barbara Gordon será sua advogada. |                                                        |                      |                        |                     |
| 10 | "Savage Night" "Noite Selvagem"                        | Christina Sotta      | Ed Brubaker            | 1 de agosto de 2024 |
| Barbara explica a Dent que pretende defendê-lo. Enquanto isso, os capangas de Thorne, Bullock e Flass buscam vingança contra Dent, forçando Batman e Barbara a manter contato entre si para proteger Dent. Comissário Gordon e Renee Montoya unem forças a Batman na tentativa de manter Dent vivo até o julgamento. Uma verdadeira batalha é travada nas docas do porto de Gotham quando homens de Thorne tentam capturar Dent vivo ou morto. Batman perde a razão momentaneamente e ameaça matar Flass, mas acaba poupando sua vida. Nos arredores da cidade, um lunático misterioso, mantém um grupo de reféns sob efeito de uma droga alucinógena do riso. |                                                        |                      |                        |                     |

## Produção

### Desenvolvimento

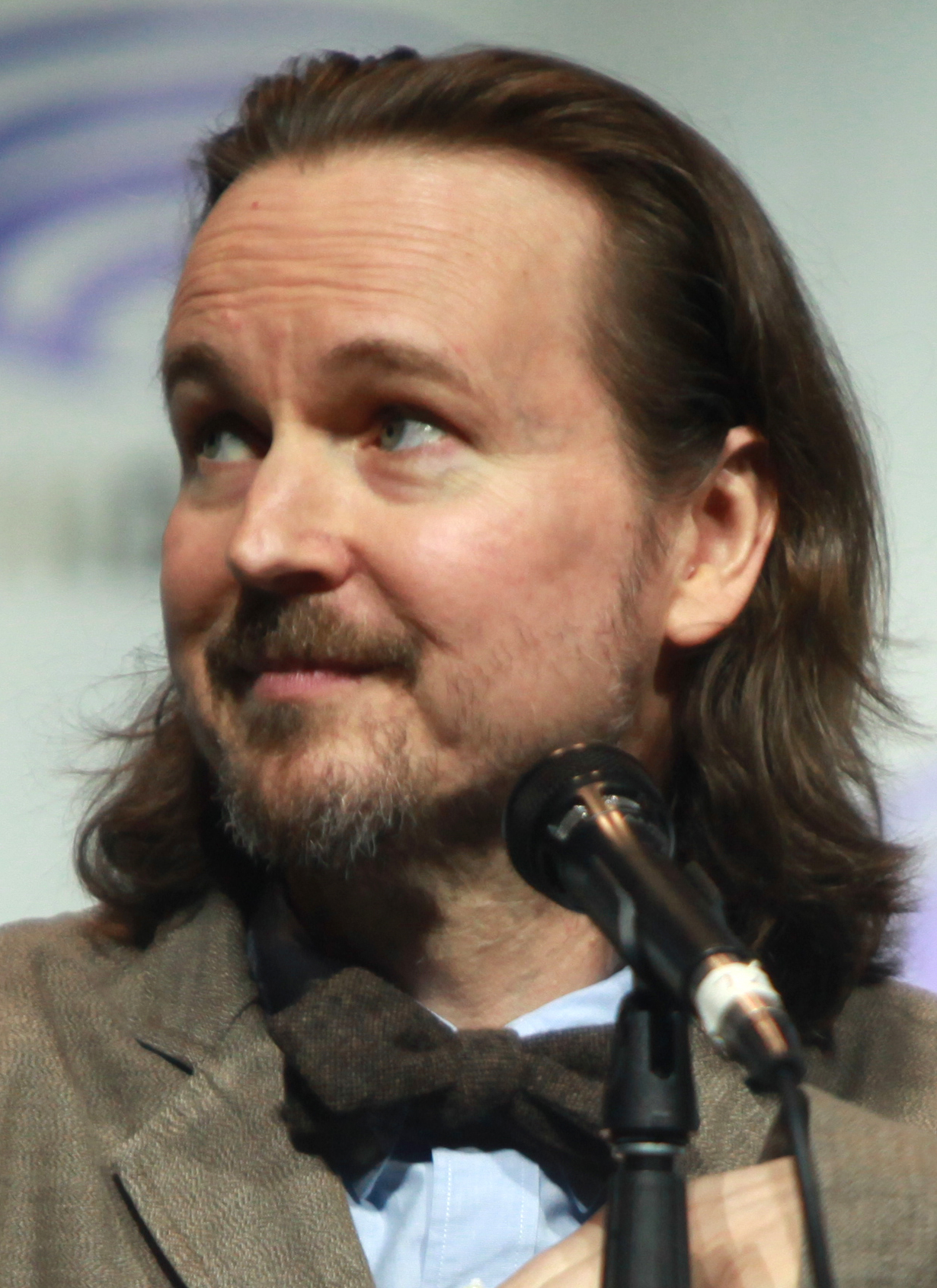
Caped Crusader foi o segundo trabalho de Matt Reeves na franquia Batman, após sua direção de The Batman (2022).

O produtor Bruce Timm já havia sido sondado pela direção da Warner Bros. Animation com a proposta de produzir uma nova série baseada em Batman: The Animated Series (1992–1995) cujo enredo se passaria após os eventos de The New Batman Adventures (1997–1999). Contudo, Timm recusou a ideia de trabalhar novamente no contexto de ambas as séries. Após reuniões criativas com James Tucker, Timm trouxe à tona diversas ideias que não havia conseguido trabalhar anteriormente por estar focado em entregar alta pontuação de audiência e preso a uma representação "popularesca, seriada, misteriosa e noir" do personagem. Timm, que aceitou colaborar com Tucker na nova série, foi posteriormente informado da possível colaboração de J. J. Abrams e Matt Reeves. À época, Abrams havia recém concluído sua direção de Star Wars: The Rise of Skywalker (2019) e Reeves havia produzido o suspense de ficção científica Mother/Android (2020).
Em maio de 2021, a Warner Bros. anunciou que uma nova série de Batman seria desenvolvida por Reeves, Abrams e Timm para as redes de televisão Cartoon Network e HBO Max. Timm assumiu a produção geral da série, que passou a ser desenvolvida para uma primeira temporada de dez episódios. Em janeiro de 2022, o autor de histórias em quadrinhos Ed Brubaker foi trazido para o projeto como redator-chefe e produtor executivo da série e concordou em embarcar no grupo mediante seu fascínio pessoal pelo personagem. A equipe de produtores foi acrescida posteriormente de Tucker, Daniel Pipski, Rachel Rusch Rich e Sam Register.
Em agosto de 2022, os criadores anunciaram que a série não seria mais parte da programação orriginal da HBO Max e seria vendida para outra emissora televisiva fechada, com Apple TV+, Hulu e Netflix como potenciais negociadores. Em setembro do mesmo ano, distribuição da série passou a ser negociada entre Netflix e a Amazon Prime Video. Em março de 2023, a Prime Video foi confirmada como distribuidora oficial de Caped Crusader para a primeira temporada. Em dezembro de 2023, Brubaker desligou-se do projeto para uma possível segunda temporada devido à greve de roteiristas de 2023 e outros conflitos de agenda.

### Escrita

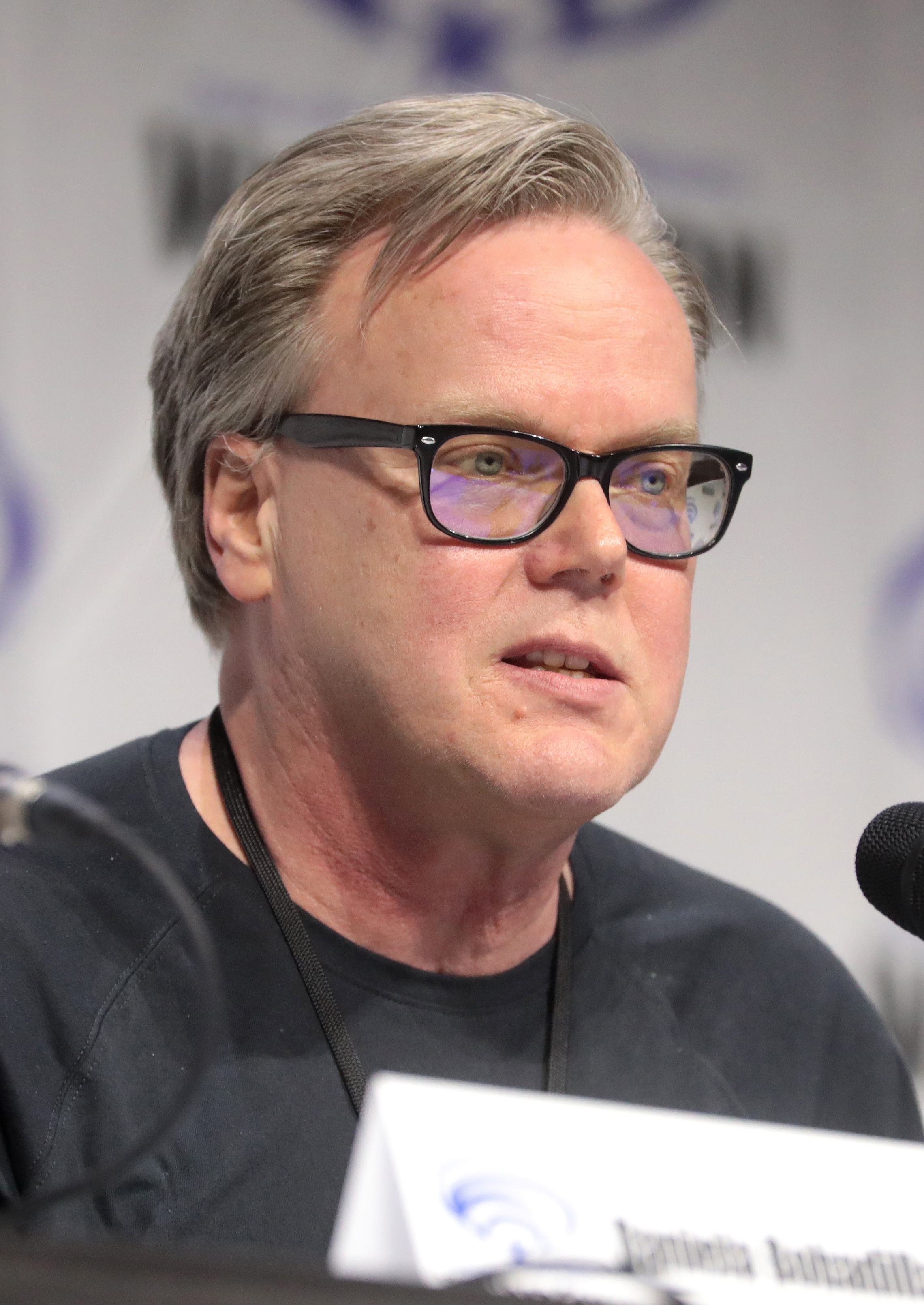
Bruce Timm considerou Caped Crusader uma oportunidade de desenvolver ideias que haviam sido canceladas em Batman: The Animated Series.

O processo de escrita da primeira temporada teve início em 2022. A série possui contribuição de diversos roteiristas como Greg Rucka, Marc Bernardin, Halley Gross, Jase Ricci, Adamma Ebo e Adanne Ebo, além de Sean Lee como auxiliar de roteirização. Rucka especificamente escreveu o segundo episódio da série, que aborda a transformação e origem do antagonista Cara-de-Barro. Em junho de 2024, J. M. DeMatteis revelou ter contribuído com o roteiro de um episódio da segunda temporada. Reeves, Abrams e Timm descreveram a série como "continuação da mitologia de Batman", enquanto Sam Register - presidente da Warner Bros. Animation e do Cartoon Network Studios - afirmou que o projeto seguiria o "legado sem precedentes" de Batman: The Animated Series, buscando reorientar a percepção pública da mitologia de Batman de uma forma muito similar à série anterior. Todos os produtores executivos consideraram Caped Crusader "emocionante, cinemática e evocativa das raízes noir" do personagem, enquanto "mergulha fundo na tensão psicológica de personagens icônicos".
Caped Crusader segue uma temática de suspense histórico ambientado na década de 1940, uma decisão dos produtores da série para distingui-la de The Animated Series. Os roteiristas tomaram os filmes e revistas em quadrinhos lançados naquele período como base para compor os personagens e cenários, especialmente os trajes utilizados pela Mulher-Gato e o enredo entorno de Basil Karlo. A série enfoca numa ressignificação do cinema noir uma vez que Tucker desejou apresentar ao público uma ambientação do personagem que não havia sido trabalhada anteriormente.
Segundo Brubaker, a série teria um dom mais maduro e adulto enquanto ainda voltada para um público jovem. Brubaker também afirmou que a série poderia ser comparada à franquia Star Wars e ao Universo Cinematográfico Marvel (MCU) por apresentar um Bruce Wayne focado em resolver mistérios e um Batman autodestrutivo e assertivo. Em junho de 2023, durante o Festival de Animação de Annecy, o vice-presidente da Warner Bros. Peter Girardi afirmou que a série seria voltada a um público "mais velho", o que daria a Timm maior liberdade criativa de explorar temas mais complexos e controversos. Posteriormente, Timm comentou que muitas de suas ideias que haviam sido descartadas em The Animated Series, foram reaproveitadas para Caped Crusader, como a representação de um "Batman confuso, indiferente" e "quase desumano".

## Recepção crítica
| Pontuação de crítica | Pontuação de crítica |
| Fonte                | Avaliação            |
| -------------------- | -------------------- |
| IGN                  | [ 44 ]               |
| GamesRadar           | [ 45 ]               |
| Metacritic           | [ 46 ]               |
| Rotten Tomatoes      | [ 47 ]               |
| ScreenRant           | [ 48 ]               |

Batman: Caped Crusader recebeu aprovação de 98% no website agregador de críticas Rotten Tomatoes, com base em 54 análises, e uma pontuação média de 7.6/10 pontos.  
54 critic reviews, with an average rating of 7.6/10. O consenso das críticas afirma que "marcando o aguardado retorno de Bruce Timm à mitologia de Batman, Caped Crusader é um tratamento quente e retrô para os fãs das aventuras animadas anteriores do Cavaleiro das Trevas". O portal Metacritic concedeu uma pontuação de 74 de 100 pontos à série com base em 22 avaliações críticas recolhidas, indicando "avaliações majoritariamente favoráveis".
Ben Gibbons, escrevendo para o website ScreenRant, pontuou a série animada como 3/5 estrelas em sua avaliação. Em sua crítica, Gibbons também elogiou a performance "excepcional" do elenco e a roteirização e direção de arte "excitantes", mas considerou o ritmo acelerado de cada episódio e afirmou que o personagem seria mais bem aproveitado com mais tempo total de exibição. Para o portal GamesRadar+, Bradley Russell classificou a série animada com 4/5 estrelas, elogiando-a como uma reminiscência reinventada de Batman: The Animated Series. Segundo Russell, Caped Crusader apresenta uma "tonalidade sóbria, cenários em art déco e vilões destacados" que relembram os trabalhos anteriores de Timm na franquia televisiva de Batman. Russell também elogiou a performance de Hamish Linklater como Bruce Wayne ao modular corretamente sua dublagem para distinguir o clímax e a presença de Wayne e seu alter ego.